# 詹姆斯·彼得·希尔
詹姆斯·彼得·希尔（英語：James Peter Hill，1873年2月21日—1954年5月24日）是一位苏格兰胚胎学家，1913年当选皇家学会会士，曾任伦敦大学学院乔德雷尔动物学和比较解剖学教授，1930年获得林奈奖章，1940年获達爾文獎章。